# Chaetocnema aerosa
Chaetocnema aerosa es un coleóptero de la familia Chrysomelidae. Fue descrita científicamente en 1846 por Letzner.